# Chiarantana
La chiarantana (o carenziana o chiarentana) è una danza popolare in tondo originaria della Carinzia (Chiarentana era, in effetti, il nome antico di questa regione).
È una danza ad andamento lento che si presenta in tempo binario o ternario.
Nel XV secolo veniva praticata come canzone da ballo; successivamente fu usata sotto forma di composizioni per liuto.